# Katsberg (getuigenheuvel)

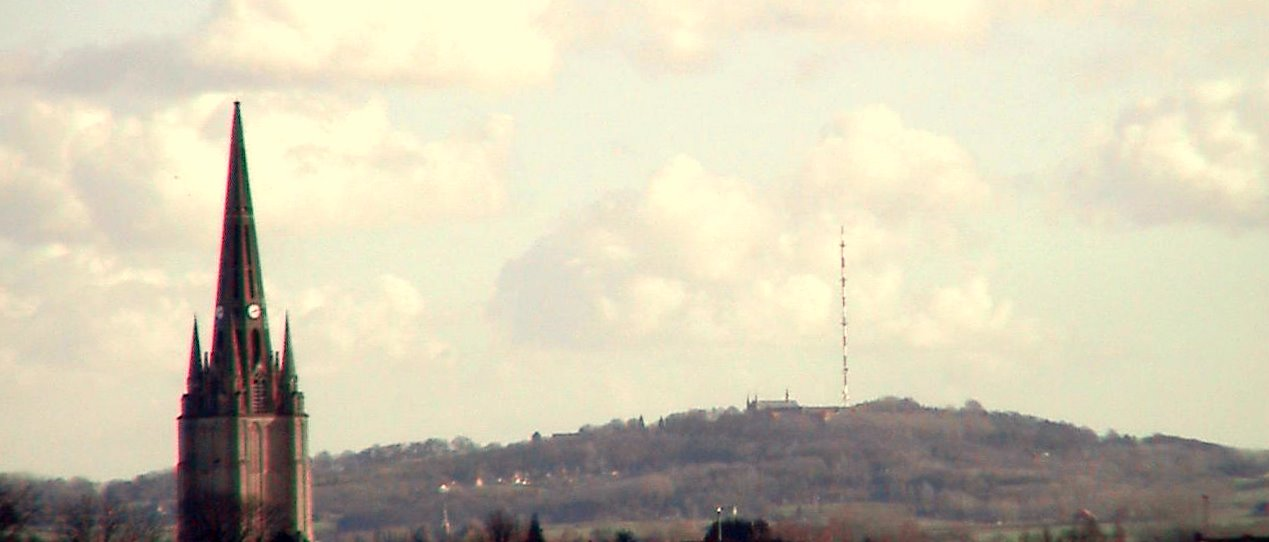
De Katsberg vanaf Steenvoorde

De Katsberg (Frans: Mont des Cats) is een getuigenheuvel in het West-Vlaams Heuvelland, in Frans-Vlaanderen, op het gebied van de gemeente Godewaarsvelde. Het hoogste punt bevindt zich 164 meter boven het zeeniveau.
Op de Katsberg staat de Abdij op de Katsberg. In de buurt van de abdij staat ook de Chapelle de la Passion. Verder bevinden er zich nog enkele zendmasten, waaronder een 200 meter hoge televisiemast. De naam is afkomstig van de Germaanse volksstam van de Chatten.
Binnen de muren van de abdij zocht Maarschalk Ferdinand Foch rust en bezinning tijdens de Eerste Wereldoorlog.
De Katsberg is een onderdeel van de zogenaamde centrale heuvelkam in het Heuvelland, deze bestaat daarnaast uit de Watenberg, Kasselberg, Wouwenberg, Boeschepeberg, Kokereelberg, Zwarteberg, Vidaigneberg, Baneberg, Rodeberg, Sulferberg, Goeberg, Scherpenberg, Monteberg, Kemmelberg en Lettenberg. Ten zuiden van deze heuvelkam bevindt zich het stroomgebied van de Leie, ten noorden van deze heuvelkam het stroomgebied van de IJzer.

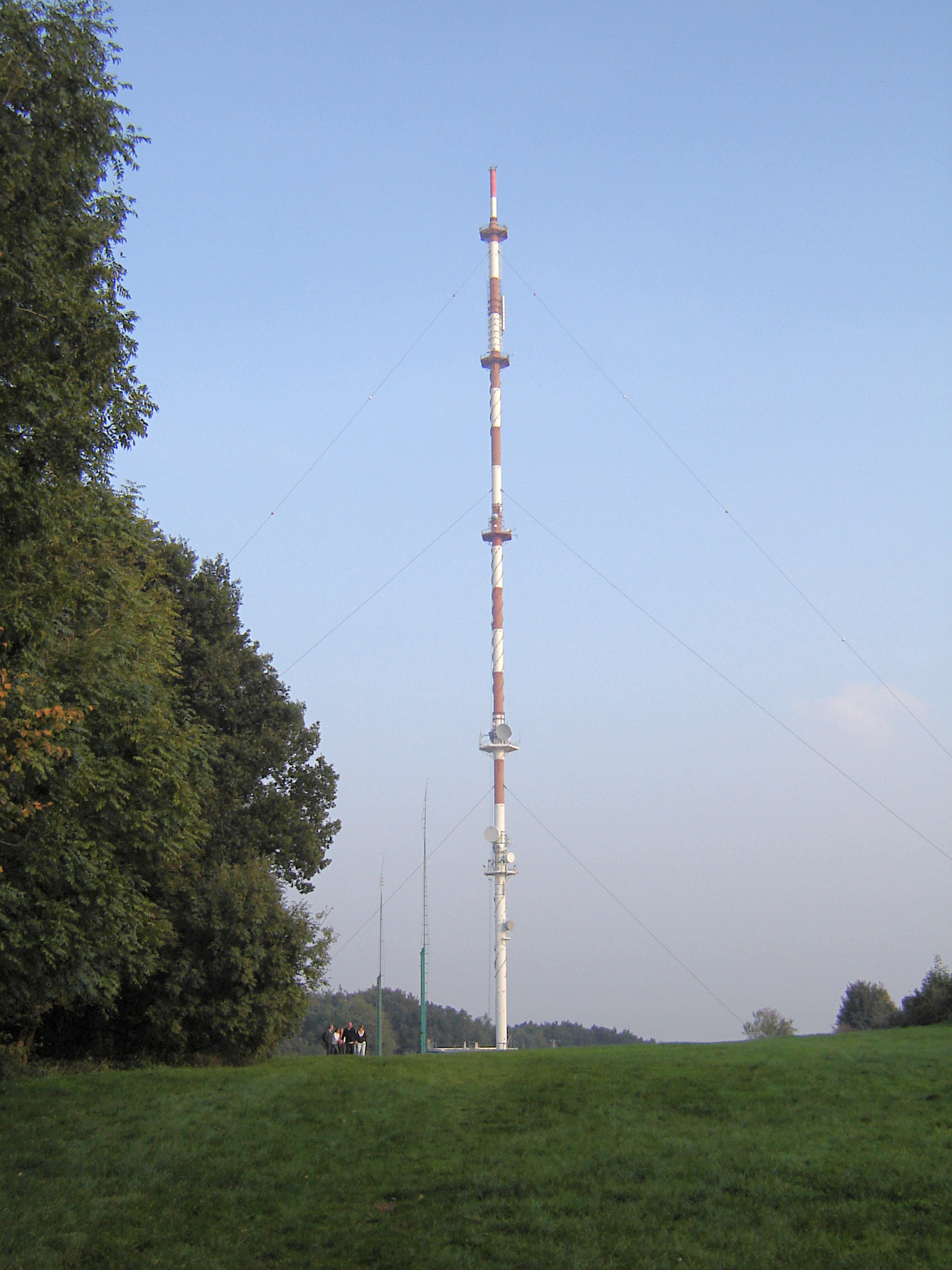
Zendmast
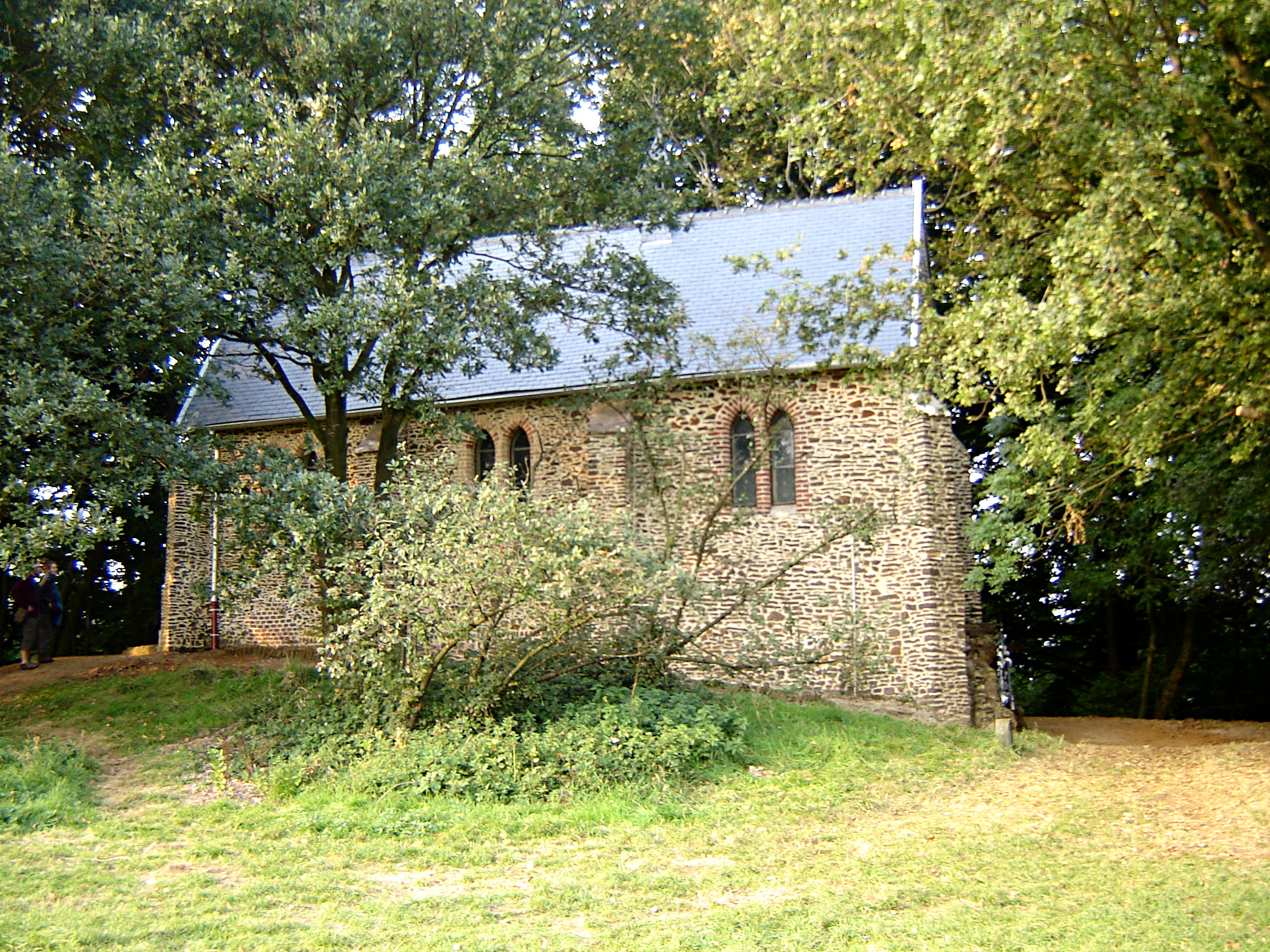
Chapelle de la Passion
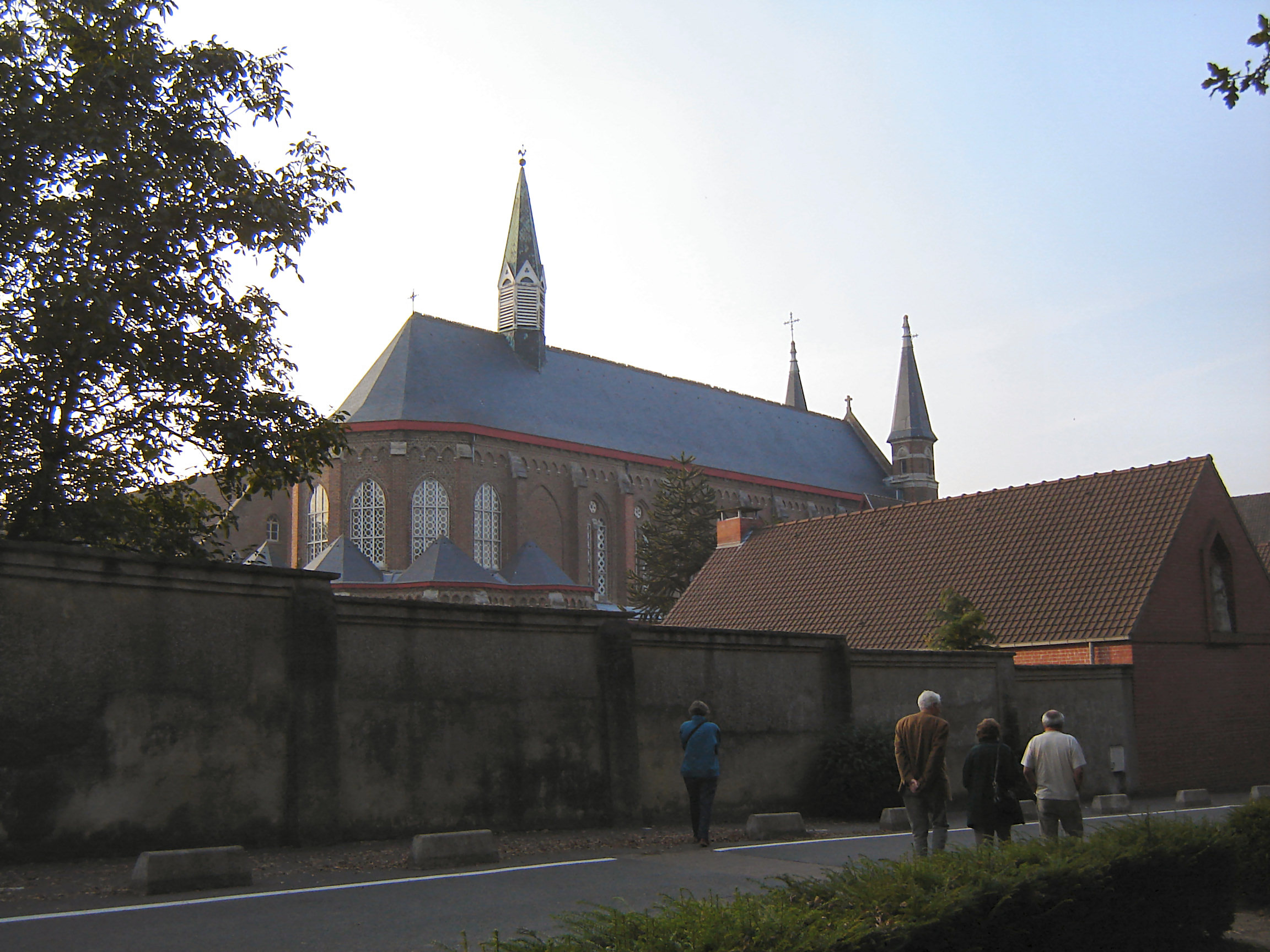
Abdij
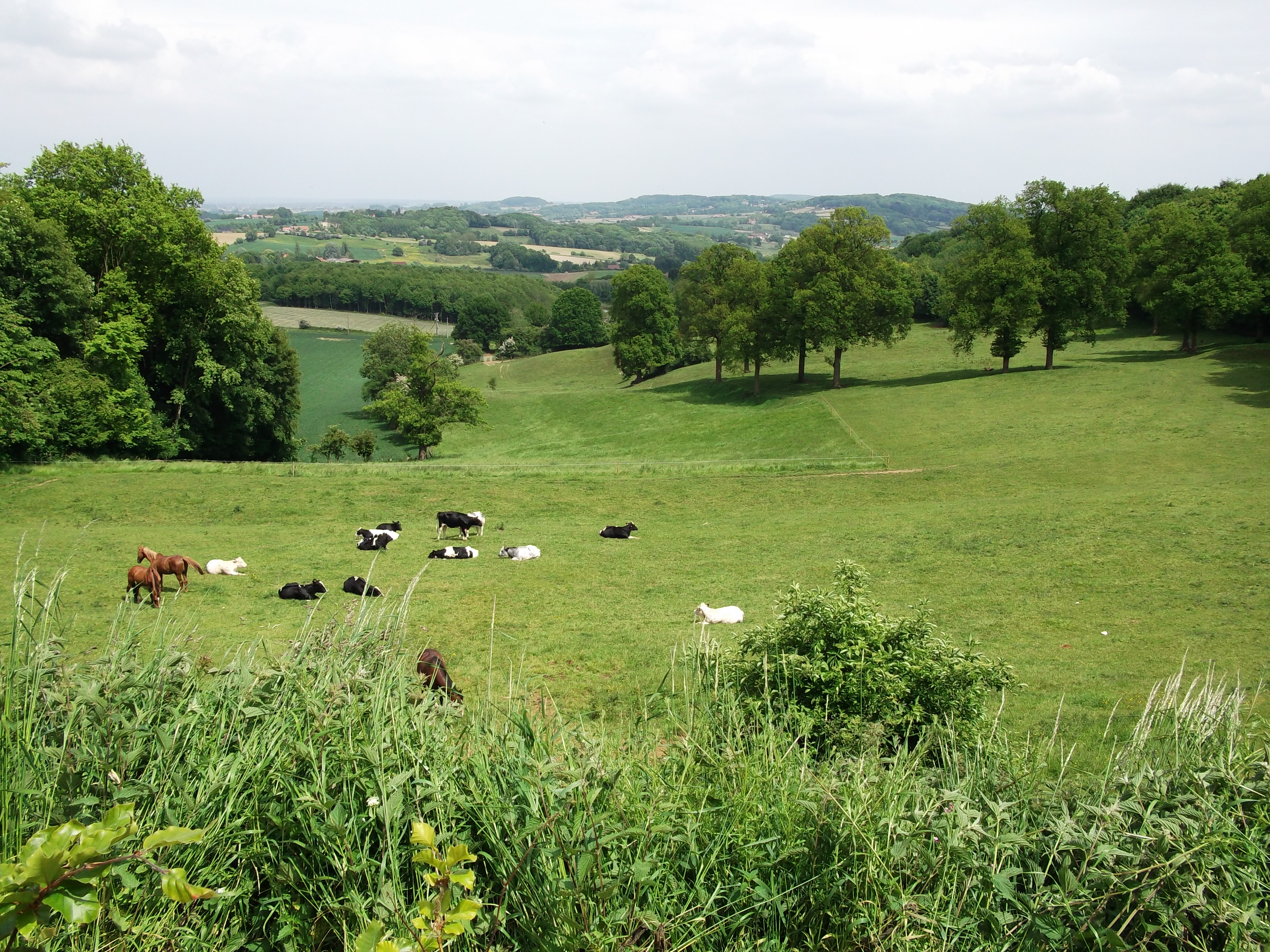
Vanop de Katsberg

## Wielrennen
De Katsberg is eenmalig opgenomen geweest in de Tour de France. Daarnaast is hij meermaals beklommen in de wielerklassieker Gent-Wevelgem: in 1957, in 1993 (2 maal), in 1994 (2 maal) en 1995 (2 maal). Daarna duurde het tot 2010 (2 maal), 2011-2020 (1 maal). Ook is hij opgenomen in de Vierdaagse van Duinkerken en het Circuit Franco-Belge.
De helling was ook opgenomen in eerste versie van de rode lus van de recreatieve wielerroute Gent-Wevelgemroute.